# Iván de la Peña
Iván de la Peña López ou simplesmente de la Peña (Santander, 6 de maio de 1976) é um ex-futebolista espanhol que atuava como meio-campista.

## Carreira
Iván de la Peña representou a Seleção Espanhola de Futebol, nas Olimpíadas de 1996.

## Títulos
Barcelona
- Supercopa da Espanha: 1996
- Recopa Europeia: 1996–97
- Copa da Espanha: 1996–97
- Supercopa Europeia: 1997
- Campeonato Espanhol: 1997–98

Lazio
- Supercopa da Itália: 1998
- Recopa Européia: 1998–99

Espanyol
- Copa da Espanha: 2005–06

## Premiações
Barcelona
- Revelação do ano no Campeonato Espanhol: 1995–96